# Heroes of the Pacific
 (avril 2025).
Si vous disposez d'ouvrages ou d'articles de référence ou si vous connaissez des sites web de qualité traitant du thème abordé ici, merci de compléter l'article en donnant les références utiles à sa vérifiabilité et en les liant à la section « Notes et références ».
Heroes of the Pacific est un simulateur de vol de combat se déroulant pendant la Seconde Guerre mondiale, dans l'Océan Pacifique, et opposant les Américains aux Japonais. Le jeu permet de revivre toutes les batailles du Pacifique menées contre les forces japonaises, de Pearl Harbor à Iwo Jima en passant par l'île de Wake, les îles Marshall, la mer de Corail, Midway, Guadalcanal, les îles Gilbert, les îles Mariannes et le Philippines. Quatre niveaux de difficulté sont proposés : Bleu, Pilote, Vétéran, As. Le jeu s'est vendu à plus de 600 000 exemplaires et son successeur Heroes Over Europe est sorti sur PlayStation 3, PC et Xbox 360 le 26 septembre 2009.

## Exactitude historique
Dans l'ensemble, le jeu essaie de rester le plus fidèle possible aux événements historiques et à ne pas commettre d'anachronisme. Les batailles se suivent dans l'ordre chronologique et sont bien datées. Cependant lors de la mission Dos au mur de la campagne de Guadalcanal se déroulant lors de la bataille de l'île de Savo, le joueur est amené à détruire des kamikaze. Cela n'est pas fidèle à la réalité historique puisque les premiers escadrons de kamikaze n'ont été formés qu'à partir de 1944, c'est-à-dire deux ans après ladite bataille. De plus, pendant la bataille d'Iwo Jima, le joueur se retrouve confronté à des avions japonais dans de violents combats aériens, alors que dans la réalité historique tous les avions japonais basés à Iwo Jima furent rapatriés avant l'arrivée de la flotte américaine pour être affectés à la défense du territoire métropolitain japonais.

## Avions présents dans le jeu
Tous ces avions peuvent être pilotés dans une « Action immédiate » une fois débloqués, et il est possible de piloter les avions de l'Axe dans la campagne si elle a déjà été finie dans n'importe quel mode de difficulté.